# The Gingerbread Lady
The Gingerbread Lady és una obra de teatre de Neil Simon. Es creu que va ser escrita específicament per a l'actriu Maureen Stapleton, qui va guanyar el Premi Tony i el Drama Desk Award per la seva actuació. Però en una autobiografia posterior, Simon va escriure que es temia que Stapleton podria quedar "ferida" si suposés que els defectes i el dany personal del personatge eren una dramatització directa de la seva vida. Simon va dir que va ser un suggeriment del director Mike Nichols que Stapleton acceptés el paper i que Simon va respondre: "Això no és realment Maureen. Són deu, vint actrius diferents que he conegut al llarg dels anys".

## Produccions
The Gingerbread Lady fou estrenada a Broadway al Plymouth Theatre el 13 de desembre de 1970 i fou clausurada el 29 de maig de 1971, després de 193 actuacions i 12 preestrenes. Dirigida per Robert Moore el repartiment va comptar, a més de Maureen Stapleton, Betsy von Furstenberg (Toby Landau), Michael Lombard (Jimmy Perry) i Charles Siebert (Lou Tanner). Va resultar ser una de les obres menys reeixides de Simon a Broadway.
Stapleton va guanyar el premi Tony de 1971 a la millor actriu en una obra.
Al Regne Unit, l'obra es va estrenar al Teatre Royal Windsor el 25 de juny de 1974 amb Elaine Stritch al capdavant, i Vivien Merchant, Kevin Lindsay, Stephen Greif i Jenny Quayle en suport. La producció es va traslladar posteriorment al Phoenix Theatre al West End el 23 d'octubre, amb Merchant i Greif substituïdes per Sarah Marshall i Blain Fairman. Com la versió de Broadway, aquesta es va mantenir durant poc més de cinc mesos.
L'obra va ser reestrenada per Equity Library Theater (Nova York) el 1987.

## Argument
A diferència de les anteriors obres de Simon, The Gingerbread Lady era un drama fosc amb detalls còmics centrats en Evy Meara, una cantant de cabaret amb la seva carrera, matrimoni i salut destruïts per l'alcohol. Alvin Klein va assenyalar que "L'obra va ser el primer intent de Mr. Simon d'interpretar-la de forma directa i seriosa."
Acaba de completar una etapa de deu setmanes en una instal·lació de rehabilitació per superar la seva addicció, torna a casa a la benvinguda dels amics amb els seus propis problemes. Es tracta de Toby, una dona excessivament vana que tem la pèrdua del seu aspecte i Jimmy, un actor homosexual en perill de perdre una part en una obra, la seva devota però inquieta filla adolescent i una examant inútil. Els esforços d'Evy per hostatjar una festa s'esfondren quan cau del vagó i es dirigeix cap a un final tràgic.

## Adaptació al cinema
El 1981, Simon va adaptar la seva obra al cinema amb el títol Només quan ric, protagonitzada per la seva llavors esposa Marsha Mason en el paper principal.
Segons Susan Fehrenbacher Koprince (professora associada d'anglès a la Universitat de Dakota del Nord, Grand Forks), la pel·lícula "és canviada radicalment" de l'obra i s'utilitza "menys de la meitat" de l'obra. Per exemple, l'ex cantant de discoteca Evy es converteix en Geòrgia, "una actriu divorciada que lluita contra l'alcoholisme mentre lluita per establir una relació més propera amb la seva filla". Geòrgia, a diferència d'Evy, no és una nimfomaníaca i no és tan autodestructiva. Koprince conclou que el final optimista de la pel·lícula és "més plausible" que el "final feliç de l'obra.

## Recepció
Segons Thomas S. Hischak, "els crítics es van barrejar en la seva reacció, dient que l'enginy i l'humor característics de Simon són el mé brillant, i que la seva història seriosa de perdedors inadaptats sovint pot ser genuïnament profundament emotiva", però també remarcant que "el que està escrit no és seriós, sinó greu". Tots van lloar la penetrant actuació de Stapleton. L'obra va ser "uns decepcionants cinc mesos, la més curta que s'ha fet d'una obra de Simon."